# Leuven
Leuven ['lø:və(n)] (franska: Louvain; tyska: Löwen) är en stad och kommun i centrala Belgien. Den är huvudort i provinsen Flamländska Brabant (Vlaams-Brabant) och hade år 2015 drygt 98 000 invånare. Staden är belägen cirka 25 kilometer öster om Bryssel och är säte för det största universitet i Belgien.

## Historia
Leuven har anor från 800-talet, och staden nämns i skrift första gången år 884 (alternativt 891). Det året försökte nybyggare från Skandinavien etablera sig kring en äldre befästning vid floden Dijle vid namn Luvanium (latin), Lovon (lokal dialekt). 891 besegrades vikingarna av den frankiska kungen Arnulf av Kärnten vid det blodiga slaget om Leuven.
1190 blev Leuven herresäte för hertigen av Brabant, som då fått överhöghet över området (de centrala delarna av dagens Belgien). Under medeltiden utvecklades staden via sin textilindustri till en storstad.
På 1300-talet tog dock närliggande Bryssel över som centralort för hertigdömet Brabant, och ungefär samtidigt minskade textilhandeln i betydelse. 1425 grundades Leuvens katolska universitet, vilket kom att utvecklas till det viktigaste lärocentret i södra delen av Benelux. Bland annat verkade 1500-talshumanisten och teologen Erasmus av Rotterdam vid universitetet.
På 1400-talet restes även Leuvens rådhus, vilket ofta betecknas som ett mästerverk i sengotisk stil.
Under 1700-talet etablerades en större bryggeriverksamhet på orten. Den är grunden till det senare InBev, tillverkare av Belgiens kanske mest kända öl Stella Artois. Stadens senare historik har i hög grad varit kopplad till antingen öltillverkningen eller universitetet.

## Ekonomi
Numera är Leuven i första hand en handels- och servicestad. Där finns även kemisk industri och ett antal företag inom livsmedelssektorn. Staden är genom sitt universitet präglad av studentlivet.
I Leuven har Anheuser-Busch InBev sitt säte. Företaget är världens största bryggerikoncern och ett av de fem största livsmedelsföretagen.

## Universitetet
Universitetet i Leuven är det äldsta i Benelux. Den är en fortsättning på Leuvens katolska universitet, som grundades 1425. Om man räknar dagens universitet som en direkt arvtagare till 1400-talsuniversitet, är det världens äldsta ännu verksamma katolska universitet.
Leuven är en huvudsakligen flamländsk stad. Till följd av språkstrider delades universitet 1968/70 upp i två separata universitet. Det nederländsktalande Katholieke Universiteit Leuven stannade i Leuven och behöll de gamla universitetsbyggnaderna. Det fransktalande Université catholique de Louvain etablerades däremot i ett nybyggt campus i Louvain-la-Neuve söder om Leuven. Louvain-la-Neuve (franska: 'Det nya Leuven') är en planerad stad strax söder om Wavre (i Vallonska Brabant) och byggdes upp kring det nyanlagda universitetet.

## Källhänvisningar
1. ↑  "Aantal inwoners". Arkiverad 8 augusti 2014 hämtat från the Wayback Machine. Leuven.be. Läst 18 oktober 2015. (nederländska)
2. 1 2 3 4 5  "Leuven". NE.se. Läst 30 juli 2014.
3. 1 2 3  "History". Arkiverad 3 juli 2012 hämtat från the Wayback Machine. Visitflanders.us. Läst 30 juli 2014. (engelska)
4. ↑  Aldred, Stephen/Thomas, Denny/Reuters (2014-01-20): "Budweiser Owner Is Buying South Korea's Biggest Beer Brewer". Businessinsider.com. Läst 30 juli 2014. (engelska)
5. ↑  "Identiteit en opdracht van de KU Leuven". Arkiverad 11 februari 2014 hämtat från the Wayback Machine. Kuleuven.be. Läst 30 juli 2014. (nederländska)